# Jessheim
Jessheim est une ville située dans la municipalité d'Ullensaker dans la comté d'Akershus en Norvège.

## Toponymie
Le nom de « Jessheim » est tiré du vieux norrois Jasseimr ou Jesseímr dont la première partie a une origine inconnue tandis que la seconde partie, heimr, signifie « maison ». Il est possible que la première partie signifie, jess, signifie « jarl ».

## Patrimoine historique et culturel
Depuis le 28 novembre 1996, la gare est inscrite au patrimoine historique et culturel.

## Sport
Le plus important club de football de la ville est le Ullensaker/Kisa IL, qui évolue principalement dans la deuxième et troisième division du championnat norvégien.

## Annexe